# خانه رضا معصومی
خانه رضا معصومی مربوط به دوره قاجار است و در شیراز، خیابان بین الحرمین، شهرداری، پلاک ۱۵ واقع شده و این اثر در تاریخ ۱۰ خرداد ۱۳۸۲ با شمارهٔ ثبت ۸۶۴۷ به‌عنوان یکی از آثار ملی ایران به ثبت رسیده است.